# 코레코레아
코레코레아(KoreKorea) 또는 꼬레꼬레아는 대한민국인 원양어선 선원과 청소년 성매매를 하는 키리바시의 소녀를 말한다. 키리바시 정부는 한국과의 관계를 고려하여 코레코레아 단어의 사용을 자제하고 외국인 원양어선 선원과의 성매매를 가리키는 표현 ainen matawa으로 대체하여 사용하도록 국민들에게 권고하고 있다.

## 같이 보기
- 코피노
- 라이따이한